# Маршалл, Ханна
Ха́нна Ма́ршалл (англ. Hannah Marshall; род. 1984, Окленд) — новозеландская актриса кино и телевидения.

## Биография
Ханна Маршалл родилась 17 июля 1984 в Гринлейне (пригород Окленда, Новая Зеландия). С детства занималась гимнастикой и собиралась принять участие в Олимпийских играх-2000, но из-за травмы спины карьеру спортсменки пришлось окончить, и девушка решила стать актрисой. С 2007 года она начала сниматься в телефильмах и телесериалах, с 2014 года — в кинофильмах.
В 2007 году Маршалл переехала в Австралию, а в 2014 году — в США, и по данным на ноябрь 2016 года проживает в Лос-Анджелесе.
В 2011 году Маршалл номинировалась на премию «Логи» в категории «Самый популярный новый женский талант», но не выиграла награды.

## Избранная фильмография
Широкий экран
- 2014 — Бесконечный человек[англ.] / The Infinite Man — Лана

Телевидение
- 2007 — Удивительные необычные друзья[англ.] / The Amazing Extraordinary Friends — Вики Ван Хортон (в 18 эпизодах)
- 2007 — Безрассудное поведение: Заснятые на плёнку[англ.] / Reckless Behavior: Caught on Tape — Лоррейн
- 2007 — Шортленд-стрит[англ.] / Shortland Street — Бет Уилсон (в 22 эпизодах)
- 2008 — Похороненный Брайан[англ.] / Burying Brian — Кимберли (в 3 эпизодах)
- 2009 — Дипломатический иммунитет[англ.] / Diplomatic Immunity — Кирсти (в 13 эпизодах)
- 2009 — Все святые[англ.] / All Saints — Сандра (в 1 эпизоде)
- 2010—2013 — В гости к Рафтерсам[англ.] / Packed to the Rafters — Лоретта Шембри (в 65 эпизодах)
- 2014 — Девушки из АНЗАК[англ.] / ANZAC Girls — сестра Миллисент Паркер (в 1 эпизоде)
- 2014 — Морская полиция: Спецотдел / NCIS — Мегги в молодости (в 1 эпизоде 12-го сезона)
- 2015 — Посланники / The Messengers — Хоуп Силбёрн (в 1 эпизоде)
- 2016 — Вестсайд[англ.] / Westside — Джоанн (в 6 эпизодах)

Интернет
- 2016 — Жуткие концовки[англ.] / Scary Endings — Шэрон Брэдли (в 1 эпизоде)